# Grabmal Herzog Wilhelms von Jülich-Kleve-Berg
Das Grabmal des Herzogs Wilhelm von Jülich-Kleve-Berg ist ein monumentales Wandepitaph in der Düsseldorfer Lambertuskirche. Mit der Bestattung dieses Reichsfürsten übernahm die Stiftskirche die Funktion einer herzoglichen Grablege des Hauses Mark. Das Epitaph wurde in den 1590er Jahren in Stilformen des niederländischen Manierismus mit dem formalen Aufbau eines Hochaltars in der Mittelachse der Hallenkirche an der Außenwand des Chorumgangs über der 1592 von Johann von Pasqualini dem Jüngeren erbauten Fürstengruft errichtet. Das Kunstwerk wurde den Meistern Gilles de Rivière und Niccolò Pippi oder Gerhard Scheben aus Köln zugeschrieben. Nach heutigem Forschungsstand wird Scheben als Urheber angenommen.

## Beschreibung
Über einem Unterbau, vor dem der Herrscher als ruhender Greis, vollplastisch auf einem Sarkophag liegend, dargestellt ist, erhebt sich das in antiken Architekturformen symmetrisch aufgebaute und mit Skulpturen reich ausgestaltete Grabdenkmal. Es besteht aus schwarzem Marmor und Alabaster. Vier korinthische Säulen sind vorgestellt und tragen das Gebälk des Giebelaufsatzes in zwei Geschossen. Gekrönt wird das Denkmal von weiblichen Figuren, Engeln und von dem auferstehenden Christus. Im Halbrund des Triumphbogens befindet sich ein Relief, das das Jüngste Gericht darstellt. In den Nebennischen sind die Figuren der vier Kardinaltugenden dargestellt: die Klugheit mit der Schlange, die Gerechtigkeit als Justitia mit Waage und Schwert, die Tapferkeit mit einer gebrochenen Säule und die Mäßigung mit zwei Gefäßen. Unterhalb des Jüngsten Gerichts ist das Wappen des Herzogs dargestellt. Es verweist auf fünf Territorien des Herrschers, die ihm nach dem Vertrag von Venlo verblieben waren. Zum Grabdenkmal führt eine Treppe hinauf. Auf ihr stehen, symmetrisch gestaffelt, acht Löwen, die Wappenschilde der Ahnen des Verstorbenen halten und von Philipp Grotjohann als „Ahnenaufschwörung“ charakterisiert wurden.

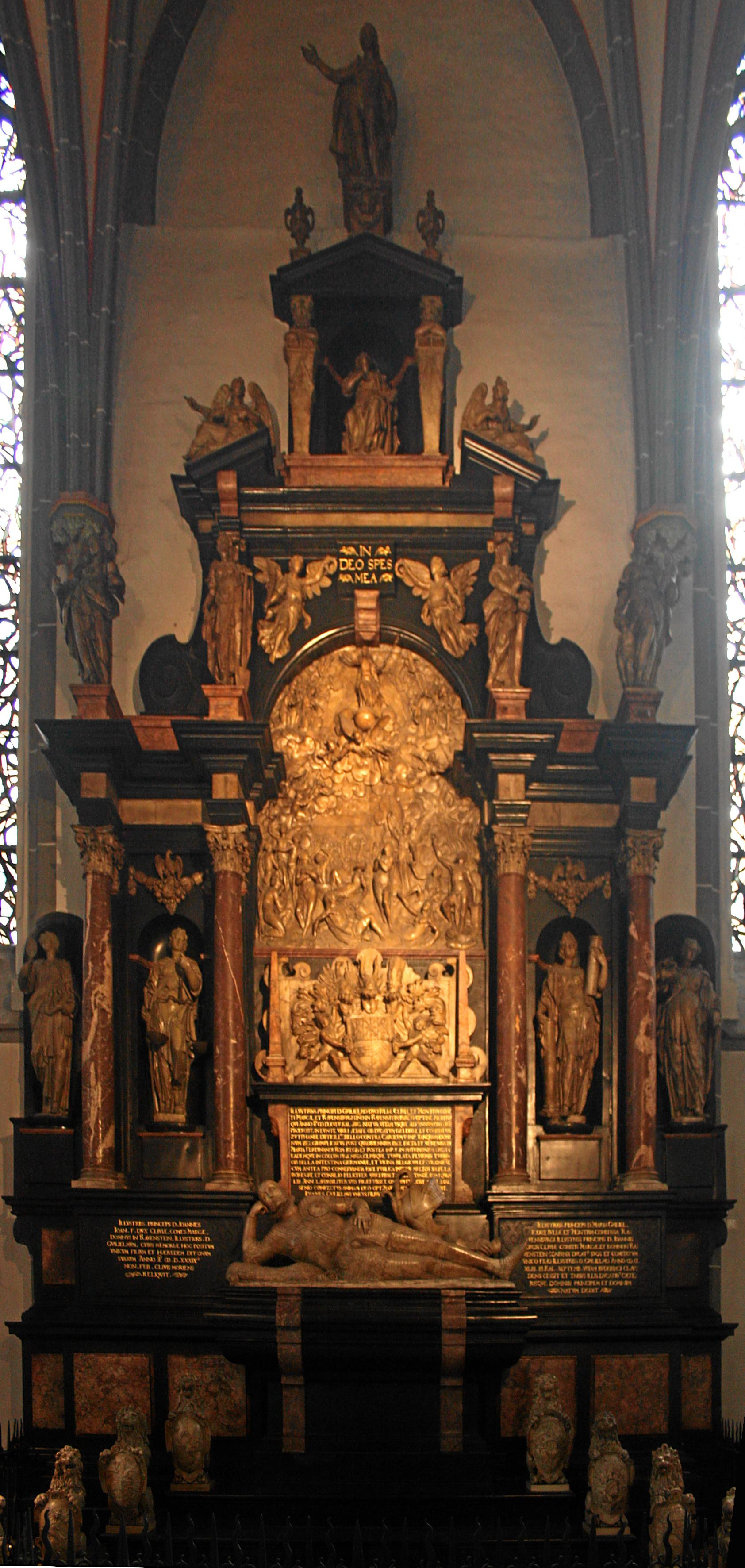
Das Grabmal, 2010
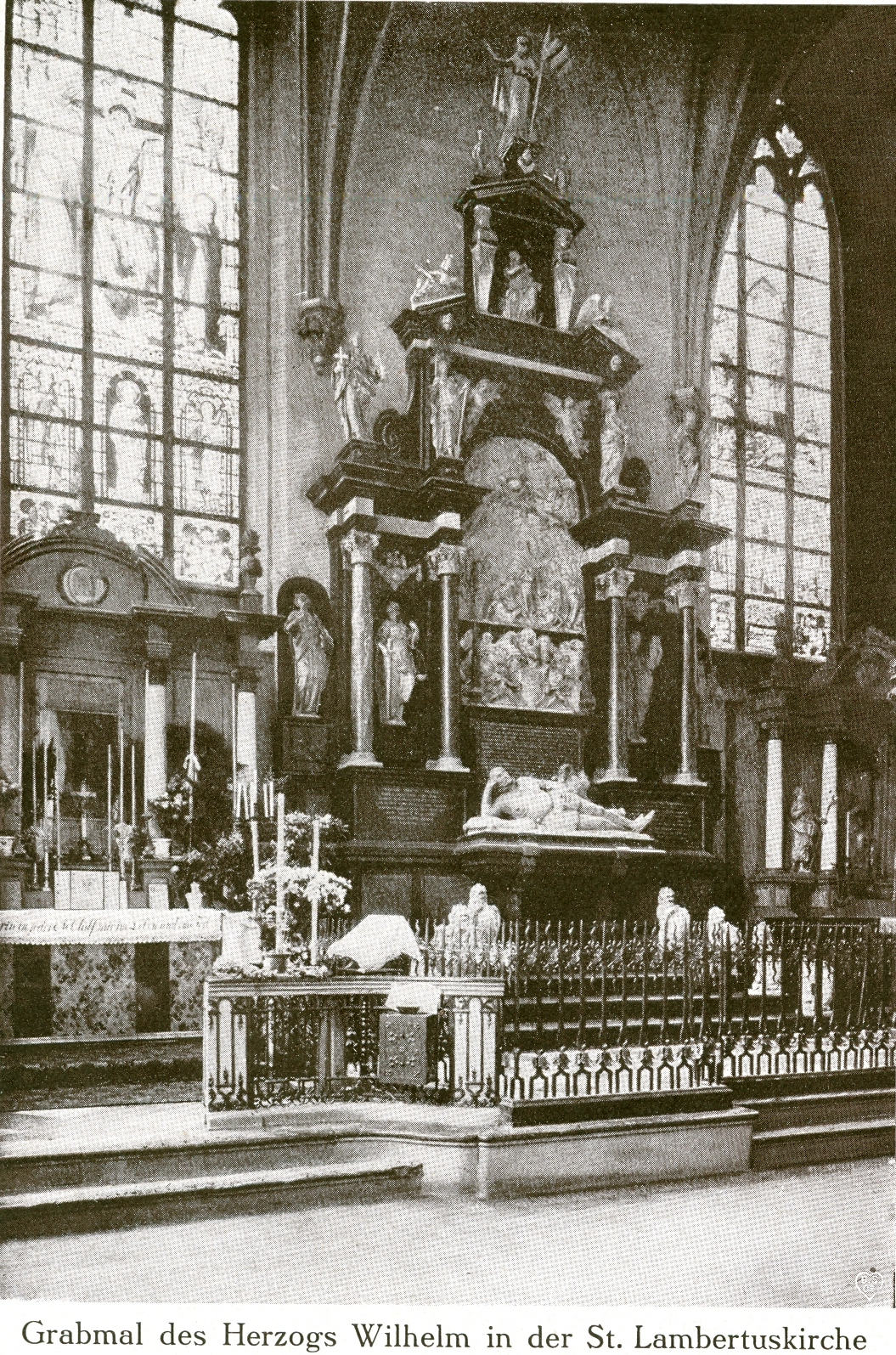
Das Grabmal, Ende des 19. Jahrhunderts